# Красная (Красноярский край)
Красная — деревня в Балахтинском районе Красноярского края России. Административный центр Красненского сельсовета.

## География
Деревня расположена на расстоянии 11 км к югу от посёлка городского типа Балахта, административного центра района.

## История
Указом Президиума Верховного Совета РСФСР от 24 марта 1988 года посёлок центральной усадьбы Приморского совхоза переименован в деревню Красная. До 1989 года входила в состав Балахтинского поссовета.

## Население
| 1989 | 2002 | 2010 |
| ---- | ---- | ---- |
| 526  | ↗583 | ↘514 |

### Гендерный состав
По данным переписи населения 2010 года, численность населения составляла 514 человек (244 мужчины и 270 женщин).